# Lista medaliaților olimpici la gimnastică (bărbați)

## Gimnastică artistică

### Individual compus
| Olimpiada         | Aur                                     | Argint                                                                         | Bronz                                      |
| ----------------- | --------------------------------------- | ------------------------------------------------------------------------------ | ------------------------------------------ |
| 1900              | Gustave Sandras (FRA) *                 | Noël Bas (FRA) *                                                               | Lucien Démanet (FRA) *                     |
| 1904              | Julius Lenhart (USA )                   | Wilhelm Weber (Turner) (DEU)                                                   | Adolf Spinnler (SUI)                       |
| 1906 ** (5 probe) | Pierre Paysse (FRA)                     | Alberto Braglia (ITA)                                                          | Georges Charmoille (FRA)                   |
| 1906 ** (6 probe) | Pierre Paysse (FRA)                     | Alberto Braglia (ITA)                                                          | Georges Charmoille (FRA)                   |
| 1908              | Alberto Braglia (ITA)                   | Walter Tysal (GBR)                                                             | Louis Ségura (FRA)                         |
| 1912              | Alberto Braglia (ITA)                   | Louis Ségura (FRA)                                                             | Adolfo Tunesi (ITA)                        |
| 1920              | Giorgio Zampori (ITA)                   | Marcos Torrès (FRA)                                                            | Jean Gounot (FRA)                          |
| 1924              | Leon Štukelj (YUG)                      | Robert Prazak (TCH)                                                            | Bedřich Šupčík (TCH)                       |
| 1928              | Georges Miez (SUI)                      | Hermann Hänggi (SUI)                                                           | Leon Štukelj (YUG)                         |
| 1932              | Romeo Neri (ITA)                        | István Pelle (HUN)                                                             | Heikki Savolainen (FIN)                    |
| 1936              | Alfred Schwarzmann (DEU)                | Eugen Mack (SUI)                                                               | Konrad Frey (DEU)                          |
| 1948              | Veikko Huhtanen (FIN)                   | Walter Lehmann (Turner) (SUI)                                                  | Paavo Aaltonen (FIN)                       |
| 1952              | Wiktor Tschukarin (URS)                 | Grant Schaginjan (URS)                                                         | Josef Stalder (SUI)                        |
| 1956              | Wiktor Tschukarin (URS)                 | Takashi Ono (JPN)                                                              | Juri Titow (URS)                           |
| 1960              | Boris Anfijanowitsch Schachlin (URS)    | Takashi Ono (JPN)                                                              | Juri Titow (URS)                           |
| 1964              | Yukio Endō (JPN)                        | Shuji Tsurumi (JPN) Boris Anfijanowitsch Schachlin (URS) Wiktor Lissizki (URS) | -                                          |
| 1968              | Sawao Katō (JPN)                        | Michail Jakowlewitsch Woronin (URS)                                            | Nakayama Akinori (JPN)                     |
| 1972              | Sawao Katō (JPN)                        | Eizo Kenmotsu (JPN)                                                            | Nakayama Akinori (JPN)                     |
| 1976              | Nikolai Jefimowitsch Andrianow (URS)    | Sawao Katō (JPN)                                                               | Mitsuo Tsukahara (JPN)                     |
| 1980              | Alexander Nikolajewitsch Ditjatin (URS) | Nikolai Jefimowitsch Andrianow (URS)                                           | Stojan Deltschew (BUL)                     |
| 1984              | Koji Gushiken (JPN)                     | Peter Vidmar (USA)                                                             | Li Ning (CHN)                              |
| 1988              | Wladimir Artjomow (URS)                 | Waleri Wiktorowitsch Ljukin (URS)                                              | Dmitri Wladimirowitsch Bilosertschew (URS) |
| 1992              | Witali Schtscherbo (EUN)                | Grigori Misjutin (EUN)                                                         | Waleri Belenki (EUN)                       |
| 1996              | Li Xiaoshuang (CHN)                     | Alexei Jurjewitsch Nemow (RUS)                                                 | Witali Schtscherbo (BLR)                   |
| 2000              | Alexei Jurjewitsch Nemow (RUS)          | Yang Wei (Turner) (CHN)                                                        | Alexander Beresch (UKR)                    |
| 2004              | Paul Hamm (USA)                         | Kim Dae-eun (KOR)                                                              | Yang Tae-young (KOR)                       |
| 2008              | Yang Wei (Turner) (CHN)                 | Kōhei Uchimura (JPN)                                                           | Benoît Caranobe (FRA)                      |
| 2012              | Kōhei Uchimura (JPN)                    | Uchimura (GER)                                                                 | Danell Leyva (SUA)                         |

### Echipe
| Olimpiada | Aur | Argint | Bronz |
| --------- | --- | --- | --- |
| 1904      | Statele Unite ale Americii John Grieb Anton Heida Max Hess Philipp Kassel Julius Lenhart Ernst Reckeweg | Statele Unite ale Americii Emil Beyer John Bissinger Arthur Rosenkampf Julian Schmitz Otto Stoffen Max Wolf | Statele Unite ale Americii John Duha Charles Krause Robert Mayack George Meyer Edward Siegler Philipp Schuster |
| 1908      | Suedia Gösta Åsbrink, Carl Bertilsson, Hjalmar Cedercrona, Andreas Cervin, Rudolf Degermark, Carl Folcker, Sven Forssman, Erik Granfelt, Carl Hårlemann, Hugo Jahnke, Johan Jarlén, Nils Robert Hellsten, Gunnar Höjer, Arvid Holmberg, Carl Holmberg, Osvald Holmberg, Gustaf Johnsson, Rolf Johnsson, Sven Landberg, Olle Lanner, Axel Ljung, Nils von Kantzow, Osvald Moberg, Carl Norberg, Erik Norberg, Tor Norberg, Axel Norling, Daniel Norling, Gustaf Olson, Leonard Peterson, Sven Rosén, Gustaf Rosenquist, Axel Sjöblom, Birger Sörvik, Haakon Sörvik, Karl-Johan Svensson, Karl-Gustaf Vingqvist, Nils Widforss | Norvegia Arthur Amundsen, Carl Andersen, Otto Authen, Hermann Bohne, Trygve Bøyesen, Oskar Bye, Conrad Carlsrud, Sverre Grøner, Harald Halvorsen, Peter Hol, Eugen Ingebretsen, Ole Iversen, Per Jespersen, Sigurd Johannesen, Nicolai Kiær, Carl Klæth, Thor Larsen, Rolf Lefdahl, Hans Lem, Anders Moen, Frithjof Olsen, Carl Petersen, Paul Pedersen, Sigvard Sivertsen, John Skrataas, Harald Smedvik, Andreas Strand, Olaf Syvertsen, Thomas Thorstensen | Finlanda Eino Forsström, Otto Granström, Johan Kemp, Iivari Kyykoski, Heikki Lehmusto, Johan Lindroth, Edvard Linna, Yrjö Linko, Edvard Linna, Matti Markkanen, Kaarlo Mikkolainen, Veli Nieminen, Kaarlo Paasia, Arvi Pohjanpää, Aarne Pohjonen, Eino Railio, Heikki Riipinen, Arno Saarinen, Einar Sahlsten, Arne Salovaara, Karl Sandelin, Eljas Sipilä, Viktor Smeds, Kaarlo Soinio, Kurt Stenberg, Väinö Tiiri, Karl Wegelius |
| 1912      | Italia Pietro Bianchi, Guido Boni, Alberto Braglia, Giuseppe Domenichelli, Alfredo Gollini, Francesco Loi, Luigi Maiocco, Giovanni Mangiante, Lorenzo Mangiante, Serafino Mazzarochi, Carlo Pregosi, Guido Romano, Paolo Salvi, Luciano Savorini, Adolfo Tunesi, Giorgio Zampori, Umberto Zanolini, Angelo Zorzi | Ungaria József Bittenbinder, Imre Erdődy, Samu Fóti, Imre Gellért, Győző Haberfeld, Ottó Hellmich, István Herczeg, József Keresztessy, Lajos Kmetykó, János Krizmanich, Elemér Pászti, Árpád Pédery, Jenõ Rittich, Sigurd Ferenc Szüts, Ödön Téry, Géza Tuli | Regatul Unit Albert Betts, William Cowhig, Sidney Cross, Harry Dickason, Herbert Drury, Bernard Franklin, Leonard Hanson, Samuel Hodgetts, Charles Luck, William MacKune, Ronald McLean, Alfred Messenger, Henry Oberholzer, Edward Pepper, Edward Potts, Reginald Potts, George Ross, Charles Simmons, Arthur Southern, William Titt, Charles Vigurs, Samuel Walker, John Whitaker                                                |
| 1920      | Italia Arnaldo Andreoli, Ettore Bellotto, Pietro Bianchi, Fernando Bonatti, Luigi Cambiaso, Luigi Contessi, Carlo Costigliolo, Luigi Costigliolo, Giuseppe Domenichelli, Roberto Ferrari, Carlo Fregosi, Romualdo Ghiglione, Ambrogio Levati, Francesco Loi, Vittorio Lucchetti, Luigi Maiocco, Ferdinando Mandrini, Lorenzo Mangiante, Antonio Marovelli, Michele Mastromarino, Giuseppe Paris, Manlio Pastorini, Ezio Roselli, Paolo Salvi, Giovanni Tubino, Giorgio Zampori, Angelo Zorzi | Belgia · Eugenius Auwerkerken, Théophile Bauer, François Claessens, Augustus Cootmans, Frans Gibens, Albert Haepers, Dominique Jacobs, Félicien Kempeneers, Jules Labéeu, Hubert Lafortune, Auguste Landrieu, Charles Lannie, Constant Loriot, Nicolas Maerloos, Ferdinand Minnaert, Louis Stoop, Jean Van Guysse, Alphonse Van Mele, François Verboven, Jean Verboven, Julien Verdonck, Joseph Verstraeten, Georges Vivex, Julianus Wagemans                 | Franța Georges Berger, Emile Bouchès, René Boulanger, Alfred Buyenne, Eugène Cordonnier, Léon Delsarte, Lucien Démanet, Paul Durin, Georges Duvant, Fernand Fauconnier, Arthur Hermann, Albert Hersoy, André Higelin, Auguste Hoël, Louis Kempe, Georges Lagouge, Paulin Lemaire, Ernest Lespinasse, Emile Martel, Jules Pirard, Eugène Pollet, Georges Thurnherr, Marcos Torrès, François Walker, Julien Wartelle, Paul Wartelle  |
| 1924      | Italia Luigi Cambiaso Mario Lertora Vittorio Lucchetti Luigi Maiocco Ferdinando Mandrini Francesco Martino Giuseppe Paris Giorgio Zampori | Franța Eugène Cordonnier Léon Delsarte François Gangloff Jean Gounot Arthur Hermann André Higelin Joseph Huber Albert Seguin | Elveția Hans Grieder August Güttinger Jean Gutweninger Georges Miez Otto Pfister Antoine Rebetez Karl Widmer Josef Wilhelm |
| 1928      | Elveția Hans Grieder August Güttinger Hermann Hänggi Eugen Mack Georges Miez Otto Pfister Eduard Steinemann Melchior Wezel | Cehoslovacia Josef Effenberger Jan Gajdoš Jan Koutný Emanuel Löffler Bedřich Šupčík Ladislav Tikal Ladislav Vácha Václav Veselý | Iugoslavia Edvard Antosiewicz Dragutin Cioti Stane Derganc Boris Gregorka Anton Malej Janez Porenta Jože Primožič Leon Štukelj |
| 1932      | Italia Oreste Capuzzo Savino Guglielmetti Mario Lertora Romeo Neri Franco Tognini | Statele Unite ale Americii Frank Cumiskey Frank Haubold Alfred Jochim Frederick Meyer Michael Schuler | Finlanda Mauri Nyberg-Noroma Veikko Pakarinen Heikki Savolainen Einari Teräsvirta Martti Uosikkinen |
| 1936      | Germania Franz Beckert Konrad Frey Alfred Schwarzmann Willi Stadel Innozenz Stangl Walter Steffens Matthias Volz Ernst Winter | Elveția Walter Bach Albert Bachmann Walter Beck Eugen Mack Georges Miez Michael Reusch Eduard Steinemann Josef Walter | Finlanda Mauri Nyberg-Noroma Aleksanteri Saarvala Heikki Savolainen Esa Seeste Veikko Pakarinen Einari Teräsvirta Eino Tukiainen Martti Uosikkinen |
| 1948      | Finlanda Paavo Aaltonen Veikko Huhtanen Kalevi Laitinen Olavi Rove Aleksanteri Saarvala Sulo Salmi Heikki Savolainen Einari Teräsvirta | Elveția Karl Frei Christian Kipfer Walter Lehmann Robert Lucy Michael Reusch Josef Stalder Emil Studer Melchior Thalmann | Ungaria László Baranyai Jozsef Fekete Gyözö Mogyorosi János Mogyorósy-Klencs Ferenc Pataki Lajos Sántha Lajos Tóth Ferenc Várkõi |
| 1952      | Uniunea Sovietică Wiktor Tschukarin Grant Schaginjan Walentin Muratow Jewgeni Korolkow Wladimir Beljakow Josif Berdijew Michail Perelman Dmitri Leonkin | Elveția Josef Stalder Hans Eugster Jean Tschabold Jack Günthard Melchior Thalmann Ernst Gebendinger Hans Schwarzentruber Ernst Fivian | Finlanda Onni Lappalainen Berndt Lindfors Paavo Aaltonen Kaino Lempinen Heikki Savolainen Kalevi Laitinen Kalevi Viskari Olavi Rove |
| 1956      | Uniunea Sovietică Albert Asarjan Walentin Muratow Boris Schachlin Pawel Stolbow Juri Titow Wiktor Tschukarin | Japonia Nobuyuki Aihara Akira Kono Masami Kubota Takashi Ono Masao Takemoto Shinsaku Tsukawaki | Finlanda Raimo Heinonen Onni Lappalainen Olavi Leimuvirta Berndt Lindfors Martti Mansikka Kalevi Suoniemi |
| 1960      | Japonia Nobuyuki Aihara Yukio Endō Takashi Mitsukuri Takashi Ono Masao Takemoto Shuji Tsurumi | Uniunea Sovietică Albert Asarjan Waleri Kerdemilidi Nikolai Miligulo Wladimir Portnoi Boris Schachlin Juri Titow | Italia Giovanni Carminucci Pasquale Carminucci Gianfranco Marzolla Franco Menichelli Orlando Polmonari Angelo Vicardi |
| 1964      | Japonia Yukio Endō Takuji Hayata Takashi Mitsukuri Takashi Ono Shuji Tsurumi Haruhiro Yamashita | Uniunea Sovietică Sergei Diomidow Wiktor Leontjew Wiktor Lissizki Boris Schachlin Juri Titow Juri Zapenko | Germania Siegfried Fülle Philipp Fürst Günter Lyhs Erwin Koppe Klaus Köste Peter Weber |
| 1968      | Japonia Yukio Endō Sawao Katō Takashi Katō Eizo Kenmotsu Akinori Nakayama Mitsuo Tsukahara | Uniunea Sovietică Sergei Diomidow Waleri Iljinych Waleri Karassjow Wiktor Klimenko Wiktor Lissizki Michail Woronin | Republica Democrată Germană Günter Beier Matthias Brehme Gerhard Dietrich Siegfried Fülle Klaus Köste Peter Weber |
| 1972      | Japonia Sawao Katō Eizo Kenmotsu Shigeru Kasamatsu Akinori Nakayama Teruichi Okamura Mitsuo Tsukahara | Uniunea Sovietică Nikolai Andrianow Wiktor Klimenko Alexander Malejew Eduard Mikaeljan Wladimir Stschukin Michail Woronin | Republica Democrată Germană Matthias Brehme Wolfgang Klotz Klaus Köste Jürgen Paeke Reinhard Rychly Wolfgang Thüne |
| 1976      | Japonia Shuniji Fujimoto Hisato Igarashi Hiroshi Kajityama Sawao Katō Eizo Kenmotsu Mitsuo Tsukahara | Uniunea Sovietică Nikolai Andrianow Alexander Ditjatin Gennadi Kryssin Wladimir Markelow Wladimir Martschenko Wladimir Tichonow | Republica Democrată Germană Roland Brückner Rainer Hanschke Bernd Jäger Wolfgang Klotz Lutz Mack Michael Nikolay |
| 1980      | Uniunea Sovietică Nikolai Andrianow Eduard Asarjan Alexander Ditjatin Bogdan Makuz Wladimir Markelow Alexander Tkatschow | Republica Democrată Germană Andreas Bronst Roland Brückner Ralf-Peter Hemmann Lutz Hoffmann Lutz Mack Michael Nikolay | Ungaria Ferenc Donáth György Guczoghy Zoltán Kelemen Péter Kovács Zoltán Magyar István Vámos |
| 1984      | Statele Unite ale Americii Bart Conner Timothy Daggett Mitchell Gaylord James Hartung Scott Johnson Peter Vidmar | China Li Ning Li Xiaoping Li Yuejiu Lou Yun Tong Fei Xu Zhiqiang | Japonia Koji Gushiken Noritoshi Hirata Nobuyuki Kajitani Shinji Morisue Koji Sotomura Kyoji Yamawaki |
| 1988      | Uniunea Sovietică Wladimir Artjomow Dmitri Bilosertschew Sergei Chankow Wladimir Gogoladse Waleri Ljukin Wladimir Nowikow | Republica Democrată Germană Holger Behrendt Ralf Büchner Ulf Hoffmann Sylvio Kroll Sven Tippelt Andreas Wecker | Japonia Yukio lketani Hiroyuki Konishi Koichi Mizushima Daisuke Nishikawa Toshiharu Sato Takahiro Yamada |
| 1992      | Echipa Unificată Waleri Belenki Igor Korobchinski Grigori Misjutin Rustam Scharipow Vitali Șcerbo Alexei Woropajew | China Guo Linyao Li Chunyang Li Dashuang Li Ge Li Jing Li Xiaoshuang | Japonia Yutaka Aihara Takashi Chinen Yoshiaki Hatakeda Yukio Iketani Masayuki Matsunaga Daisuke Nishikawa |
| 1996      | Rusia Nikolai Krukow Alexei Nemow Jewgeni Podgorni Dmitri Trusch Sergei Tscharkow Dmitri Wasilenko Alexei Woropajew | China Fan Bin Fan Hongbin Huang Huadong Huang Liping Li Xiaoshuang Shen Jian Zhang Jinjing | Ucraina Juri Jermakow Igor Korobtschinski Oleg Kosiak Grigori Misjutin Wladimir Schamenko Rustam Scharipow Oleksandr Switlychni |
| 2000      | China Huang Xu Li Xiaopeng Xiao Junfeng Xing Aowei Yang Wei Zheng Lihui | Ucraina Oleksandr Beresch Waleri Gontscharow Ruslan Mesenzew Waleri Pereschkura Roman Sosulja Oleksandr Switlychni | Rusia Maxim Aljoschin Alexei Bondarenko Dmitri Drewin Nikolai Krjukow Alexei Nemow Jewgeni Podgorni |
| 2004      | Japonia Takehiro Kashima Hisashi Mizutori Daisuke Nakano Hiroyuki Tomita Naoya Tsukahara Isao Yoneda | Statele Unite ale Americii Jason Gatson Morgan Hamm Paul Hamm Brett McClure Blaine Wilson Guard Young | România · Marian Drăgulescu · Ilie Daniel Popescu · Dan Nicolae Potra · Răzvan Dorin Șelariu · Ioan Silviu Suciu · Marius Urzică |
| 2008      | China Chen Yibing Huang Xu Li Xiaopeng Xiao Qin Yang Wei Zou Kai | Japonia Takehiro Kashima Takuya Nakase Makoto Okiguchi Kōki Sakamoto Hiroyuki Tomita Kōhei Uchimura | Statele Unite ale Americii Alexander Artemew Raj Bhavsar Joey Hagerty Jonathan Horton Justin Spring Kai Wen Tan |
| 2012      | China Chen Yibing Feng Zhe Guo Weiyang Zhang Chenglong Zou Kai | Japonia Ryohei Kato Kazuhito Tanaka Yusuke Tanaka Kōhei Uchimura Koji Yamamuro | Regatul Unit Sam Oldham Daniel Purvis Louis Smith Kristian Thomas Max Whitlock |

### Paralele
| Olimpiada | Aur                                      | Argint                                  | Bronz                                                               |
| --------- | ---------------------------------------- | --------------------------------------- | ------------------------------------------------------------------- |
| 1896      | Alfred Flatow (DEU)                      | Louis Zutter (SUI)                      | -                                                                   |
| 1904      | George Eyser (USA )                      | Anton Heida (USA )                      | John Duha (USA )                                                    |
| 1924      | August Güttinger (SUI)                   | Robert Prazak (TCH)                     | Hermann Hänggi (SUI)                                                |
| 1928      | Ladislav Vácha (TCH)                     | Jože Primožič (YUG)                     | Eugen Mack (SUI)                                                    |
| 1932      | Romeo Neri (ITA)                         | István Pelle (HUN)                      | Heikki Savolainen (FIN)                                             |
| 1936      | Konrad Frey (DEU)                        | Michael Reusch (SUI)                    | Alfred Schwarzmann (DEU)                                            |
| 1948      | Michael Reusch (SUI)                     | Veikko Huhtanen (FIN)                   | Christian Kipfer (SUI) Josef Stalder (SUI)                          |
| 1952      | Hans Eugster (SUI)                       | Wiktor Tschukarin (URS)                 | Josef Stalder (SUI)                                                 |
| 1956      | Wiktor Tschukarin (URS)                  | Masami Kubota (JPN)                     | Takashi Ono (JPN) Masao Takemoto (JPN)                              |
| 1960      | Boris Anfijanowitsch Schachlin (URS)     | Giovanni Carminucci (ITA)               | Takashi Ono (JPN)                                                   |
| 1964      | Yukio Endō (JPN)                         | Shuji Tsurumi (JPN)                     | Franco Menichelli (ITA)                                             |
| 1968      | Nakayama Akinori (JPN)                   | Michail Jakowlewitsch Woronin (URS)     | Wiktor Jakowlewitsch Klimenko (URS)                                 |
| 1972      | Sawao Katō (JPN)                         | Shigeru Kosamatsu (JPN)                 | Eizo Kenmotsu (JPN)                                                 |
| 1976      | Sawao Katō (JPN)                         | Nikolai Jefimowitsch Andrianow (URS)    | Mitsuo Tsukahara (JPN)                                              |
| 1980      | Alexander Wassiljewitsch Tkatschow (URS) | Alexander Nikolajewitsch Ditjatin (URS) | Roland Brückner (GDR)                                               |
| 1984      | Bart Conner (USA)                        | Nobuyuki Kajitani (JPN)                 | Mitchell Gaylord (USA)                                              |
| 1988      | Wladimir Artjomow (URS)                  | Waleri Wiktorowitsch Ljukin (URS)       | Sven Tippelt (GDR)                                                  |
| 1992      | Witali Schtscherbo (EUN)                 | Li Jing (CHN)                           | Igor Korobtschinski (EUN) Masayuki Matsunaga (JPN) Guo Linyao (CHN) |
| 1996      | Rustam Scharipow (UKR)                   | Jair Lynch (USA)                        | Witali Schtscherbo (BLR)                                            |
| 2000      | Li Xiaopeng (CHN)                        | Lee Joo-hyung (KOR)                     | Alexei Jurjewitsch Nemow (RUS)                                      |
| 2004      | Waleri Gontscharow (UKR)                 | Hiroyuki Tomita (JPN)                   | Li Xiaopeng (CHN)                                                   |
| 2008      | Li Xiaopeng (CHN)                        | Yoo Won-chul (KOR)                      | Anton Fokin (UZB)                                                   |
| 2012      |                                          |                                         |                                                                     |

### Sol
| Olimpiada | Aur                                       | Argint                                                                     | Bronz                                      |
| --------- | ----------------------------------------- | -------------------------------------------------------------------------- | ------------------------------------------ |
| 1932      | István Pelle (HUN-1918)                   | Georges Miez (SUI)                                                         | Mario Lertora (ITA-1861)                   |
| 1936      | Georges Miez (SUI)                        | Josef Walter (Turner) (SUI)                                                | Konrad Frey (DEU-1933) Eugen Mack (SUI)    |
| 1948      | Ferenc Pataki (HUN-1918)                  | János Mogyorósi-Klencs (HUN-1918)                                          | Zdeněk Růžička (TCH)                       |
| 1952      | William Thoresson (SWE)                   | Tadao Uesako (JPN) Jerzy Jokiel (POL)                                      | -                                          |
| 1956      | Walentin Muratow (URS-1955)               | Nobuyuki Aihara (JPN) William Thoresson (SWE) Wiktor Tschukarin (URS-1955) | -                                          |
| 1960      | Nobuyuki Aihara (JPN)                     | Juri Titow (URS-1955)                                                      | Franco Menichelli (ITA)                    |
| 1964      | Franco Menichelli (ITA)                   | Wiktor Lissizki (URS-1955) Yukio Endō (JPN)                                | -                                          |
| 1968      | Sawao Katō (JPN)                          | Nakayama Akinori (JPN)                                                     | Takeshi Katō (JPN)                         |
| 1972      | Nikolai Jefimowitsch Andrianow (URS-1955) | Nakayama Akinori (JPN)                                                     | Shigeru Kasamatsu (JPN)                    |
| 1976      | Nikolai Jefimowitsch Andrianow (URS-1955) | Wladimir Marschenko (URS-1955)                                             | Peter Kormann (USA)                        |
| 1980      | Roland Brückner (GDR)                     | Nikolai Jefimowitsch Andrianow (URS)                                       | Alexander Nikolajewitsch Ditjatin (URS)    |
| 1984      | Li Ning (CHN)                             | Lou Yun (CHN)                                                              | Koji Sotomura (JPN) Philippe Vatuone (FRA) |
| 1988      | Sergei Wladimirowitsch Charkow (URS)      | Wladimir Artjomow (URS)                                                    | Lou Yun (CHN) Yukio lketani (JPN)          |
| 1992      | Li Xiaoshuang (CHN)                       | Grigori Misjutin (EUN) Yukio lkatani (JPN)                                 | -                                          |
| 1996      | loannis Melissanidis (GRE)                | Li Xiaoshuang (CHN)                                                        | Alexei Jurjewitsch Nemow (RUS)             |
| 2000      | Igors Vihrovs (LAT)                       | Alexei Jurjewitsch Nemow (RUS)                                             | Jordan Jowtschew (BUL)                     |
| 2004      | Kyle Shewfelt (CAN)                       | Marian Drăgulescu (ROM)                                                    | Jordan Jowtschew (BUL)                     |
| 2008      | Zou Kai (CHN)                             | Gervasio Deferr (ESP)                                                      | Anton Sergejewitsch Goluzuzkow (RUS)       |
| 2012      | Zou Kai (CHN)                             | Kōhei Uchimura (JPN)                                                       | Denis Ablyazin (RUS)                       |

### Sărituri
| Olimpiada | Aur                                                         | Argint                                                                        | Bronz                                                               |
| --------- | ----------------------------------------------------------- | ----------------------------------------------------------------------------- | ------------------------------------------------------------------- |
| 1896      | Carl Schuhmann (DEU-1867) *                                 | Louis Zutter (SUI) *                                                          | Hermann Weingärtner (DEU-1867)                                      |
| 1904      | Anton Heida (USA 45 Stars) George Eyser (USA 45 Stars)      | -                                                                             | William Merz (USA 45 Stars)                                         |
| 1924      | Frank Kriz (USA 48 Stars)                                   | Jan Koutny (TCH)                                                              | Bohumil Markovski (TCH)                                             |
| 1928      | Eugen Mack (SUI)                                            | Emanuel Löffler (TCH)                                                         | Stane Derganc (YUG-1918)                                            |
| 1932      | Savino Guglielmetti (ITA-1861)                              | Alfred Jochim (USA 48 Stars)                                                  | Edward Carmichael (USA 48 Stars)                                    |
| 1936      | Alfred Schwarzmann (DEU-1933)                               | Eugen Mack (SUI)                                                              | Matthias Volz (DEU-1933)                                            |
| 1948      | Paavo Aaltonen (FIN)                                        | Olavi Rove (FIN)                                                              | János Mogyorósi-Klencs (HUN) Ferenc Pataki (HUN) Leo Sotornik (TCH) |
| 1952      | Wiktor Tschukarin (URS-1923)                                | Masao Takemoto (JPN)                                                          | Tadao Uesako (JPN) Takashi Ono (JPN)                                |
| 1956      | Helmut Bantz (GER) Walentin Muratow (URS-1955)              | -                                                                             | Juri Titow (URS-1955)                                               |
| 1960      | Boris Anfijanowitsch Schachlin (URS-1955) Takashi Ono (JPN) | -                                                                             | Wladimir Wladimirowitsch Portnoi (URS-1955)                         |
| 1964      | Haruhiro Yamashita (JPN)                                    | Wiktor Lissizki (URS-1955)                                                    | Hannu Rantakari (FIN)                                               |
| 1968      | Michail Jakowlewitsch Woronin (URS-1955)                    | Yukio Endō (JPN)                                                              | Sergei Diomidow (URS-1955)                                          |
| 1972      | Klaus Köste (GDR)                                           | Wiktor Jakowlewitsch Klimenko (URS-1955)                                      | Nikolai Jefimowitsch Andrianow (URS-1955)                           |
| 1976      | Nikolai Jefimowitsch Andrianow (URS-1955)                   | Mitsuo Tsukahara (JPN)                                                        | Hiroshi Kajiyma (JPN)                                               |
| 1980      | Nikolai Jefimowitsch Andrianow (URS)                        | Alexander Nikolajewitsch Ditjatin (URS)                                       | Roland Brückner (GDR)                                               |
| 1984      | Lou Yun (CHN)                                               | Li Ning (CHN) Koji Gushiken (JPN) Mitchell Gaylord (USA) Shinji Morisue (JPN) | -                                                                   |
| 1988      | Lou Yun (CHN)                                               | Sylvio Kroll (GDR)                                                            | Park Jong-hoon (KOR)                                                |
| 1992      | Witali Schtscherbo (EUN)                                    | Grigori Misjutin (EUN)                                                        | Yoo Ok-ryul (KOR)                                                   |
| 1996      | Alexei Jurjewitsch Nemow (RUS)                              | Yeo Hong-chul (KOR)                                                           | Witali Schtscherbo (BLR)                                            |
| 2000      | Gervasio Deferr (ESP)                                       | Alexei Bondarenko (RUS)                                                       | Leszek Blanik (POL)                                                 |
| 2004      | Gervasio Deferr (ESP)                                       | Jevgēņijs Saproņenko (LAT)                                                    | Marian Drăgulescu (ROM)                                             |
| 2008      | Leszek Blanik (POL)                                         | Thomas Bouhail (FRA)                                                          | Anton Sergejewitsch Goluzuzkow (RUS)                                |
| 2012      |                                                             |                                                                               |                                                                     |

### Bară fixă
| Olimpiada | Aur                                                             | Argint                                       | Bronz                                                                 |
| --------- | --------------------------------------------------------------- | -------------------------------------------- | --------------------------------------------------------------------- |
| 1896      | Hermann Weingärtner (DEU-1867)                                  | Alfred Flatow (DEU-1867)                     | -                                                                     |
| 1904      | Anton Heida (USA 45 Stars) Edward Hennig (USA 45 Stars)         | -                                            | George Eyser (USA 45 Stars)                                           |
| 1924      | Leon Štukelj (YUG-1918)                                         | Jean Gutweninger (SUI)                       | André Higelin (FRA)                                                   |
| 1928      | Georges Miez (SUI)                                              | Romeo Neri (ITA-1861)                        | Eugen Mack (SUI)                                                      |
| 1932      | Dallas Denver Bixler (USA 48 Stars)                             | Heikki Savolainen (FIN)                      | Einari Teräsvirta (FIN)                                               |
| 1936      | Aleksanteri Saarvala (FIN)                                      | Konrad Frey (DEU-1933)                       | Alfred Schwarzmann (DEU-1933)                                         |
| 1948      | Josef Stalder (SUI)                                             | Walter Lehmann (Turner) (SUI)                | Veikko Huhtanen (FIN)                                                 |
| 1952      | Jack Günthard (SUI)                                             | Josef Stalder (SUI) Alfred Schwarzmann (GER) | -                                                                     |
| 1956      | Takashi Ono (JPN)                                               | Juri Titow (URS-1955)                        | Masao Takemoto (JPN)                                                  |
| 1960      | Takashi Ono (JPN)                                               | Masao Takemoto (JPN)                         | Boris Anfijanowitsch Schachlin (URS-1955)                             |
| 1964      | Boris Anfijanowitsch Schachlin (URS-1955)                       | Juri Titow (URS-1955)                        | Miroslav Cerar (YUG)                                                  |
| 1968      | Michail Jakowlewitsch Woronin (URS-1955) Nakayama Akinori (JPN) | -                                            | Eizo Kenmotsu (JPN)                                                   |
| 1972      | Mitsuo Tsukahara (JPN)                                          | Sawao Katō (JPN)                             | Shigeru Kasamatsu (JPN)                                               |
| 1976      | Mitsuo Tsukahara (JPN)                                          | Eizo Kenmotsu (JPN)                          | Henri Boerio (FRA) Eberhard Gienger (FRG)                             |
| 1980      | Stojan Deltschew (BUL-1971)                                     | Alexander Nikolajewitsch Ditjatin (URS)      | Nikolai Jefimowitsch Andrianow (URS)                                  |
| 1984      | Shinji Morisue (JPN)                                            | Tong Fei (CHN)                               | Koji Gushiken (JPN)                                                   |
| 1988      | Wladimir Artjomow (URS) Waleri Wiktorowitsch Ljukin (URS)       | -                                            | Holger Behrendt (GDR)                                                 |
| 1992      | Trent Dimas (USA)                                               | Grigori Misjutin (EUN) Andreas Wecker (GER)  | -                                                                     |
| 1996      | Andreas Wecker (GER)                                            | Krassimir Dunew (BUL)                        | Alexei Jurjewitsch Nemow (RUS) Witali Schtscherbo (BLR) Fan Bin (CHN) |
| 2000      | Alexei Jurjewitsch Nemow (RUS)                                  | Benjamin Varonian (FRA)                      | Lee Joo-hyung (KOR)                                                   |
| 2004      | Igor Cassina (ITA)                                              | Paul Hamm (USA)                              | Isao Yoneda (JPN)                                                     |
| 2008      | Zou Kai (CHN)                                                   | Jonathan Horton (USA)                        | Fabian Hambüchen (GER)                                                |
| 2012      |                                                                 |                                              |                                                                       |

### Inele
| Olimpiada | Aur                                                              | Argint                                       | Bronz                                        |
| --------- | ---------------------------------------------------------------- | -------------------------------------------- | -------------------------------------------- |
| 1896      | Ioannis Mitropoulos (GRC-1828) *                                 | Hermann Weingärtner (DEU-1867) *             | Petros Persakis (GRC-1828) *                 |
| 1904      | Herman Glass (USA 45 Stars)                                      | Williarn Merz (USA 45 Stars)                 | Emil Voigt (Turner) (USA 45 Stars)           |
| 1924      | Francesco Martino (Turner) (ITA-1861)                            | Robert Prazak (TCH)                          | Ladislav Vácha (TCH)                         |
| 1928      | Leon Štukelj (YUG-1918)                                          | Ladislav Vácha (TCH)                         | Emanuel Löffler (TCH)                        |
| 1932      | George Julius Gulack (USA 48 Stars)                              | William Thomas Denton (USA 48 Stars)         | Giovanni Lattuada (ITA-1861)                 |
| 1936      | Alois Hudec (TCH)                                                | Leon Štukelj (YUG-1918)                      | Matthias Volz (DEU-1933)                     |
| 1948      | Karl Frei (SUI)                                                  | Michael Reusch (SUI)                         | Zdeněk Růžička (TCH)                         |
| 1952      | Grant Schaginjan (URS-1923)                                      | Wiktor Tschukarin (URS-1923)                 | Hans Eugster (SUI) Dmitri Leonkin (URS-1923) |
| 1956      | Albert Asarjan (URS-1955)                                        | Walentin Muratow (URS-1955)                  | Masao Takemoto (JPN) Masami Kubota (JPN)     |
| 1960      | Albert Asarjan (URS-1955)                                        | Boris Anfijanowitsch Schachlin (URS-1955)    | Takashi Ono (JPN) Welik Kapsazow (BUL-1946)  |
| 1964      | Takuji Hayata (JPN)                                              | Franco Menichelli (ITA)                      | Boris Anfijanowitsch Schachlin (URS-1955)    |
| 1968      | Nakayama Akinori (JPN)                                           | Michail Jakowlewitsch Woronin (URS-1955)     | Sawao Katō (JPN)                             |
| 1972      | Nakayama Akinori (JPN)                                           | Michail Jakowlewitsch Woronin (URS-1955)     | Mitsuo Tsukahara (JPN)                       |
| 1976      | Nikolai Jefimowitsch Andrianow (URS-1955)                        | Alexander Nikolajewitsch Ditjatin (URS-1955) | Dan Grecu (ROM-1965)                         |
| 1980      | Alexander Nikolajewitsch Ditjatin (URS)                          | Alexander Wassiljewitsch Tkatschow (URS)     | Jiří Tabák (TCH)                             |
| 1984      | Koji Gushiken (JPN) Li Ning (CHN)                                | -                                            | Mitchell Gaylord (USA)                       |
| 1988      | Holger Behrendt (GDR) Dmitri Wladimirowitsch Bilosertschew (URS) | -                                            | Sven Tippelt (GDR)                           |
| 1992      | Witali Schtscherbo (EUN)                                         | Li Jing (CHN)                                | Andreas Wecker (GER) Li Xiaoshuang (CHN)     |
| 1996      | Jury Chechi (ITA)                                                | Dan Burinca (ROM) Szilveszter Csollany (HUN) | -                                            |
| 2000      | Szilveszter Csollany (HUN)                                       | Dimosthenis Tampakos (GRE)                   | Jordan Jowtschew (BUL)                       |
| 2004      | Dimosthenis Tambakos (GRE)                                       | Jordan Jowtschew (BUL)                       | Jury Chechi (ITA)                            |
| 2008      | Chen Yibing (CHN)                                                | Yang Wei (Turner) (CHN)                      | Oleksandr Vorobiov (UKR)                     |
| 2012      |                                                                  |                                              |                                              |

### Cal cu mânere
| Olimpiada | Aur | Argint                                                  | Bronz                                     |
| --------- | --- | ------------------------------------------------------- | ----------------------------------------- |
| 1896      | Louis Zutter (SUI) *                                                                                                  | Hermann Weingärtner (DEU-1867) *                        | -                                         |
| 1904      | Anton Heida (USA 45 Stars)                                                                                            | George Eyser (USA 45 Stars)                             | William Merz (USA 45 Stars)               |
| 1924      | Josef Wilhelm (SUI)                                                                                                   | Jean Gutweninger (SUI)                                  | Antoine Rebetez (SUI)                     |
| 1928      | Hermann Hänggi (SUI)                                                                                                  | Georges Miez (SUI)                                      | Heikki Savolainen (FIN)                   |
| 1932      | István Pelle (HUN-1918)                                                                                               | Omero Bonoli (ITA-1861)                                 | Frank Haubold (USA 48 Stars)              |
| 1936      | Konrad Frey (DEU-1933)                                                                                                | Eugen Mack (SUI)                                        | Albert Bachmann (Turner) (SUI)            |
| 1948      | Paavo Aaltonen (FIN) Veikko Huhtanen (FIN) Heikki Savolainen (FIN)                                                    | -                                                       | -                                         |
| 1952      | Wiktor Tschukarin (URS-1923)                                                                                          | Jewgeni Korolkow (URS-1923) Grant Schaginjan (URS-1923) | -                                         |
| 1956      | Boris Anfijanowitsch Schachlin (URS-1955)                                                                             | Takashi Ono (JPN)                                       | Wiktor Tschukarin (URS-1955)              |
| 1960      | Boris Anfijanowitsch Schachlin (URS-1955) Eugen Ekman (FIN)                                                           | -                                                       | Shuji Tsurumi (JPN)                       |
| 1964      | Miroslav Cerar (YUG)                                                                                                  | Shuji Tsurumi (JPN)                                     | Juri Zapenko (URS-1955)                   |
| 1968      | Miroslav Cerar (YUG)                                                                                                  | Olli Laiho (FIN)                                        | Michail Jakowlewitsch Woronin (URS-1955)  |
| 1972      | Wiktor Jakowlewitsch Klimenko (URS-1955)                                                                              | Sawao Katō (JPN)                                        | Eizo Kenmotsu (JPN)                       |
| 1976      | Zoltán Magyar (HUN-1957)                                                                                              | Eizo Kenmotsu (JPN)                                     | Nikolai Jefimowitsch Andrianow (URS-1955) |
| 1980      | Zoltán Magyar (HUN-1957)                                                                                              | Alexander Nikolajewitsch Ditjatin (URS)                 | Michael Nikolay (GDR)                     |
| 1984      | Li Ning (CHN) Peter Vidmar (USA)                                                                                      | -                                                       | Timothy Daggett (USA)                     |
| 1988      | Ljubomir Geraskow (BUL-1971) Zsolt Borkai (HUN-1957) Dmitri Wladimirowitsch Bilosertschew (URS)                       | -                                                       | -                                         |
| 1992      | Witali Schtscherbo (EUN) [[Imagine:Format:Country flag alias PRK\|22x20px\|flag of North Korea.svg]] Pae Gil-su (PRK) | -                                                       | Andreas Wecker (GER)                      |
| 1996      | Donghua Li (SUI) | Marius Urzică (ROM)                                     | Alexei Jurjewitsch Nemow (RUS)            |
| 2000      | Marius Urzică (ROM)                                                                                                   | Éric Poujade (FRA)                                      | Alexei Jurjewitsch Nemow (RUS)            |
| 2004      | Teng Haibin (CHN) | Marius Urzică (ROM)                                     | Takehiro Kashima (JPN)                    |
| 2008      | Xiao Qin (CHN) | Filip Ude (CRO)                                         | Louis Smith (GBR)                         |
| 2012      | Krisztián Berki (HUN)                                                                                                 | Louis Smith (GBR)                                       | Max Whitlock (GBR)                        |